# Eriopyga stygia
Eriopyga stygia là một loài bướm đêm trong họ Noctuidae.